# Baconia barbarus
Baconia barbarus är en skalbaggsart som först beskrevs av Cooman 1934.  Baconia barbarus ingår i släktet Baconia och familjen stumpbaggar. Inga underarter finns listade i Catalogue of Life.